# André Lefèbvre
André Lefebvre (19 de agosto de 1894 - 4 de mayo de 1964) fue un ingeniero automotriz francés, conocido por los avanzados diseños que introdujo en la compañía Citroën.

## Semblanza

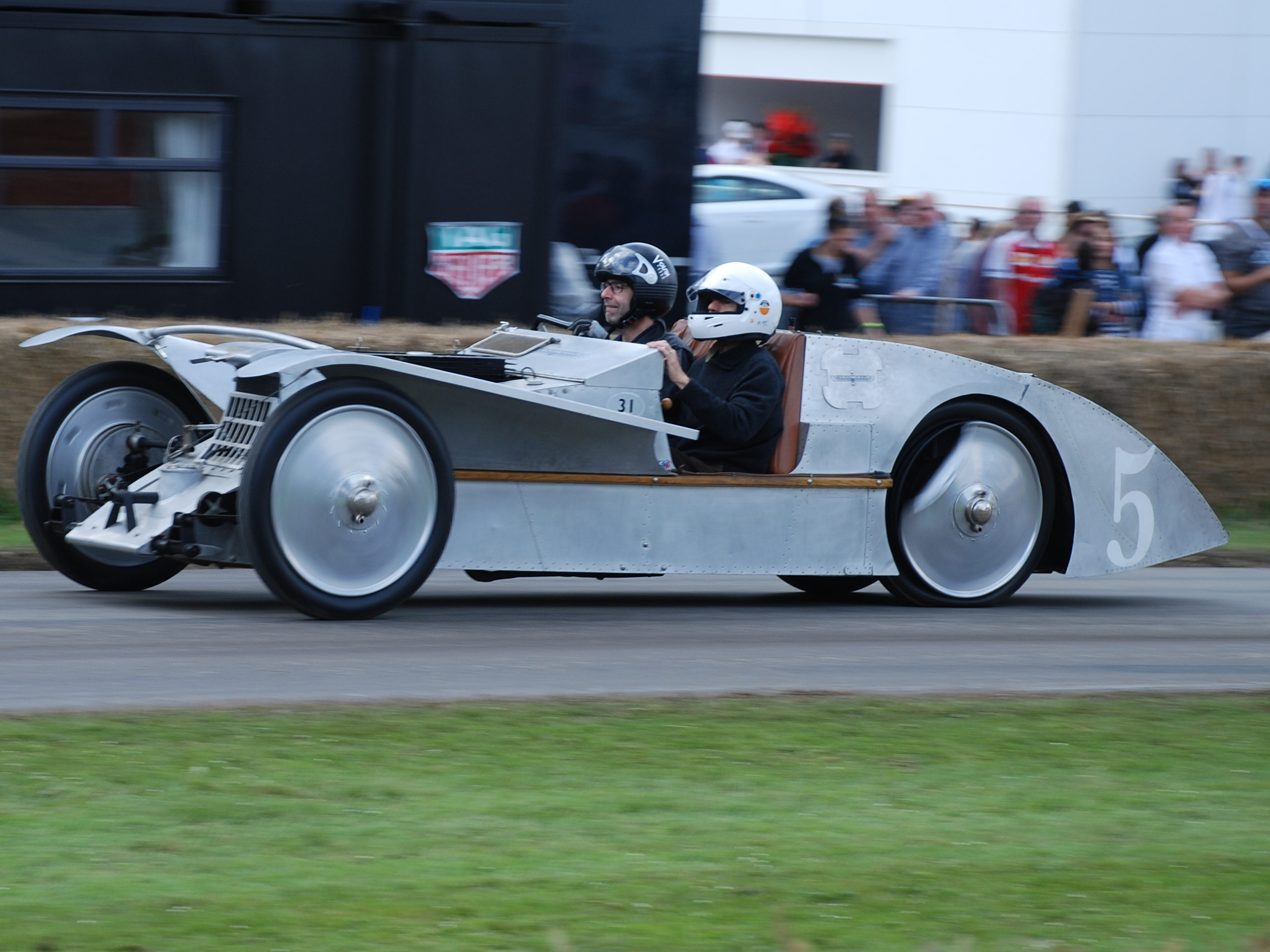
Voisin C6 Laboratoire

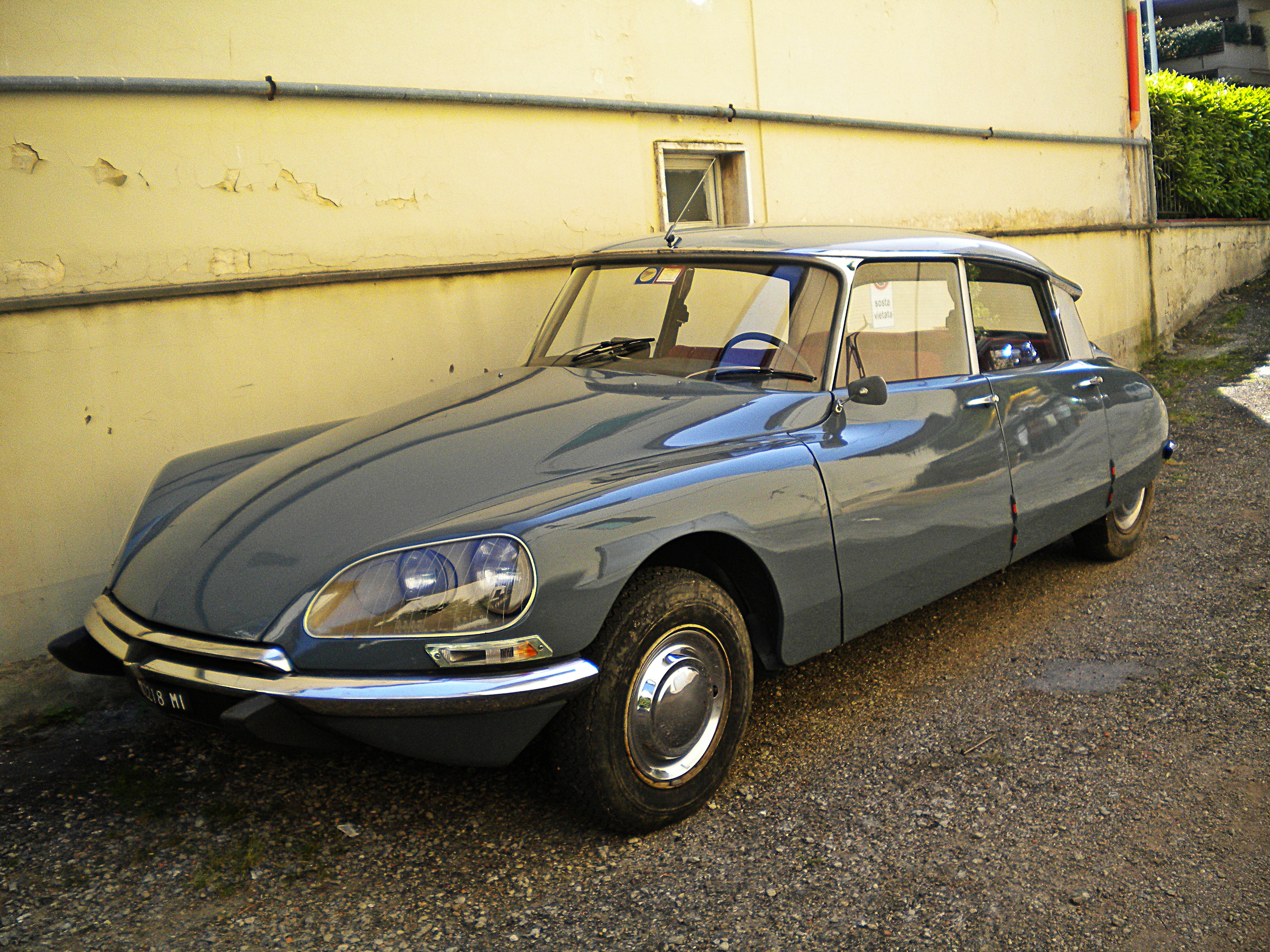
Citroën DS

André René Lefebvre nació en Louvres, Francia (norte de París, Val d'Oise). Comenzó su carrera como ingeniero en el campo de la aviación, trabajando para Voisin, desde donde trasvasó su experiencia con los aviones a las empresas fabricantes de automóviles Renault y Citroën. También fue piloto de carreras y diseñador de coches de carreras.
Después de estudiar en el instituto superior aeronáutico Supaéro, comenzó a trabajar para Gabriel Voisin en marzo de 1916. Voisin puso a Lefebvre a cargo de su Laboratorio, donde trabajó en proyectos de aviación hasta el final de la Primera Guerra Mundial, y luego en automóviles. Destacó especialmente por la creación del Voisin C6 Laboratoire, un coche de carreras preparado para el Gran Premio de Francia de 1923.
Cuando Voisin tuvo problemas comerciales en 1931, se recomendó a Lefebvre a Louis Renault. Renault fue persuadido de contratar a Lefèbvre por François Lehideux, un alto ejecutivo de la empresa (que también estaba casado con la hija del hermano de Renault).
Lefebvre permaneció con Renault solo hasta 1933, cuando fue contratado por André Citroën para trabajar en el proyecto Traction Avant. Tras la muerte de André Citroën en 1935, Lefèbvre continuó su trabajo en Citroën, ahora dirigido por el innovador emprendedor Pierre-Jules Boulanger, que llegó a la empresa procedente de Michelin.
Trabajando con los diseñadores Paul Magès de Citroën y Flaminio Bertoni, Lefèbvre creó cuatro de los vehículos más espectaculares y con un diseño audaz del siglo XX:
- Citroën Traction Avant (1934-1957): un sedán familiar numeroso, uno de los favoritos de los gánsteres, de la resistencia francesa y de la Gestapo, construido durante 23 años.
- Citroën 2 CV (1948-1990): un sedán pequeño, avanzado y utilitario, conocido como "el pato" o "Caracol de hojalata", construido durante 42 años.
- Citroën DS (1955-1975): un sedán familiar grande radicalmente avanzado, visto como un tiburón, construido durante 20 años.
- Citroën H (1947–1981): una práctica camioneta de reparto de chapa ondulada, construida durante 34 años.

Lefèbvre murió de hemiplejía el 4 de mayo de 1964.

## Reconocimientos
- El Citroën DS de 1955 ocupó el tercer lugar en la competición del Automóvil del Siglo de 1999, detrás del Ford T y del Mini de la BMC.